# Leonforte
Leonforte (Liunforti in siciliano) è un comune italiano di 12 105 abitanti  del libero consorzio comunale di Enna in Sicilia.

## Geografia fisica
Leonforte è situata al centro del sistema montuoso degli Erei.
Il paese si estende lungo il pendio di una collina ed ha un'altezza che va dai a 600 metri s.l.m. della zona storica ai 700 metri s.l.m. dei quartieri di più recente costruzione. Leonforte dista solo 22 km dal capoluogo di provincia, Enna.

## Storia
In questi luoghi sorgeva l'antico insediamento di Tabas o Tavaca.
Durante il dominio Bizantino con Giorgio Maniace, principe e Vicario dell'Imperatore di Costantinopoli, fu edificato un castello, detto di Tavi, e si formò un casale nelle sue vicinanze; furono introdotti sistemi razionali per l'irrigazione delle colture e numerosi mulini sfruttavano l'abbondanza delle acque.
Con la conquista Normanna il feudo passò da un signorotto all'altro fino a quando, nel XV secolo, pervenne alla famiglia Branciforti.
Nel 1610, per mezzo di licentia populandi, Niccolò Placido I Branciforte, pensò di sfruttare al massimo le potenzialità del fertile territorio, ricco di acque e di mulini, fondandovi una città che chiamò Leonforte in omaggio al blasone della sua casata (leone rampante che regge lo stendardo con i moncherini delle zampe ed il motto «in fortitudine bracchii tui») ed elevando il possedimento al rango di principato nel 1622.
Nell'ultimo secolo Leonforte ha sempre avuto un'economia agricola e operaia, che in passato rendeva la cittadina una roccaforte della sinistra politica.

## Architetture religiose

### Chiesa Madre, intitolata a San Giovanni Battista

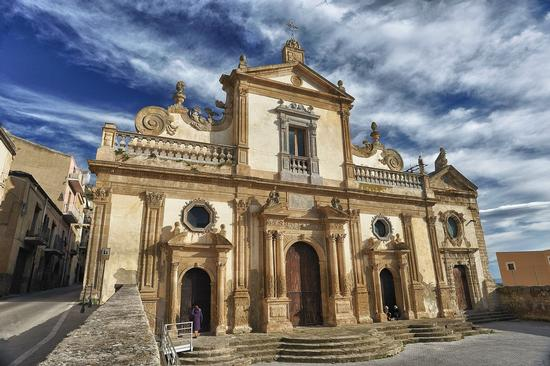
Chiesa madre di San Giovanni Battista

La fondazione della Chiesa Madre avvenne verso l'anno 1611. Essa fu fatta erigere per devozione della principessa Caterina, moglie del principe Nicolò Placido Branciforti, su un piccolo santuario preesistente. La costruzione fu ultimata nella seconda metà del XVII secolo.
All'interno sono presenti: 

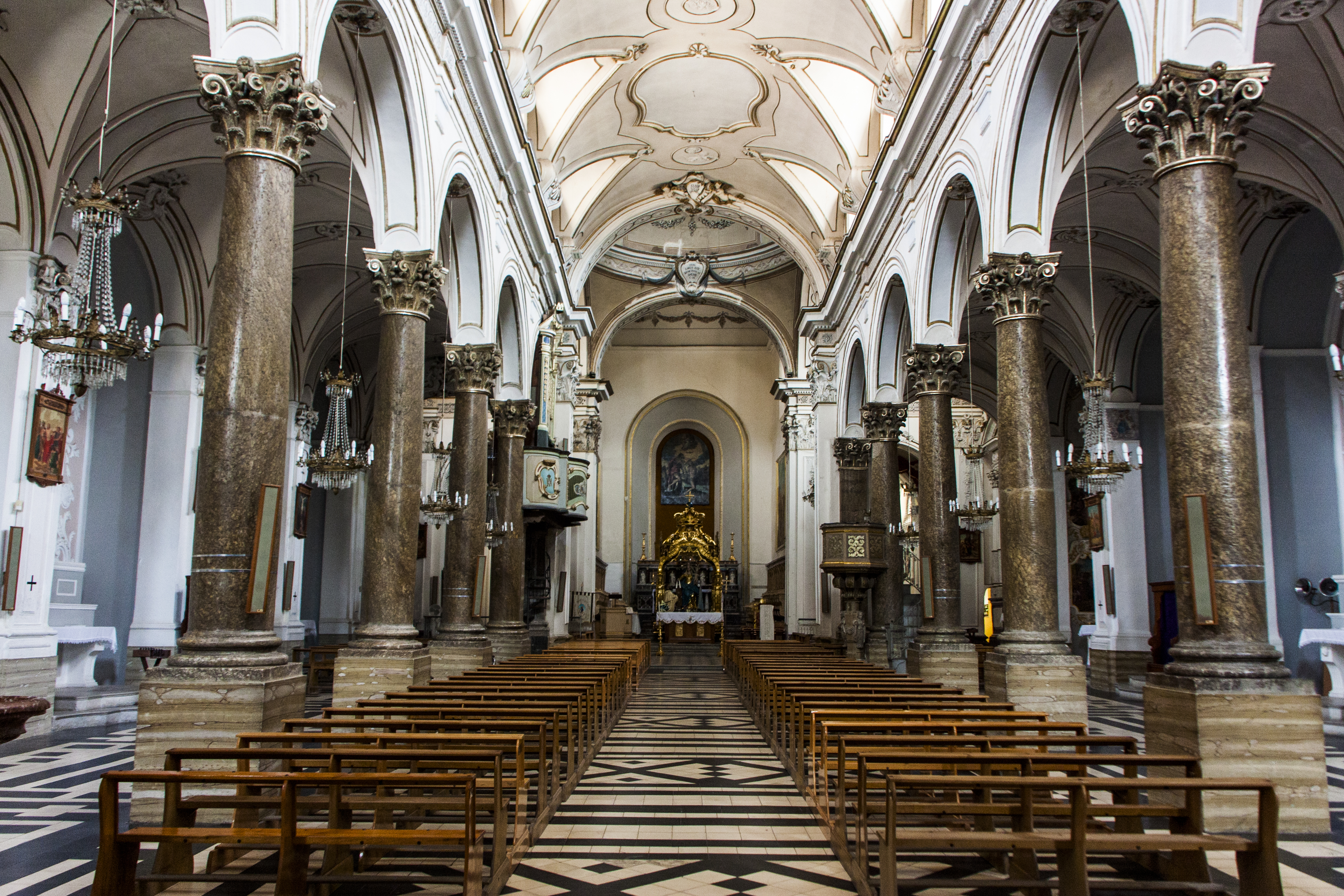
Interno della Chiesa Madre di Leonforte

- un prezioso organo a canne realizzato dal celebre maestro organaro Donato del Piano nel 1740, durante il governo del principe Ercole Branciforti Naselli.[6] Esso presenta oltre cinquecento canne divise in dieci registri. Fu restaurato per volere dell'Arciprete sac. Benedetto Pernicone tra il 1999 e il 2000;L'organo a canne di Donato del Piano della Chiesa Madre

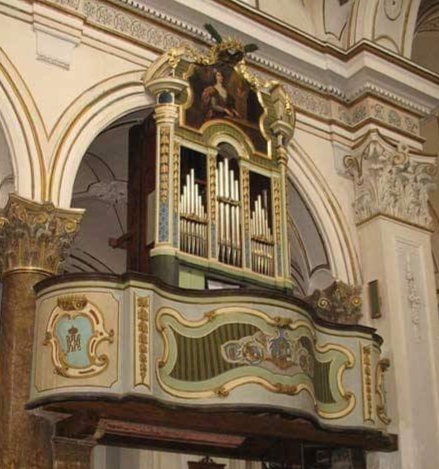
L'organo a canne di Donato del Piano della Chiesa Madre

- l'imponente fercolo con il simulacro della Madonna del Carmelo (patrona della Città) e San Simone Stock; Fercolo con il simulacro della Madonna del Carmelo, patrona di Leonforte

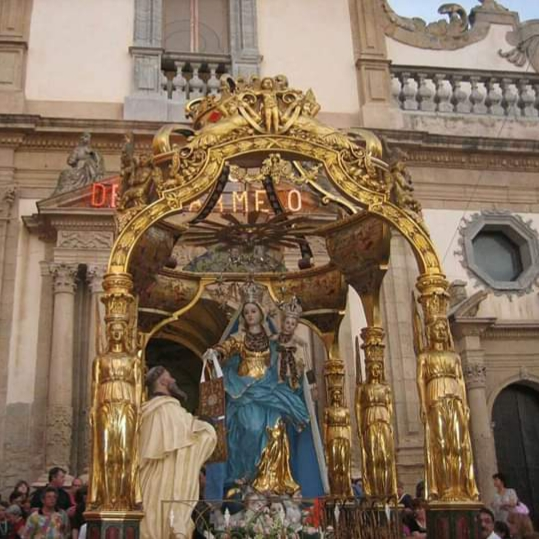
Fercolo con il simulacro della Madonna del Carmelo, patrona di Leonforte

- l'urna contenente una bellissima scultura lignea del Cristo morto, di autore ignoto, risalente al 1650.

### Chiesa e convento dei Padri Cappuccini

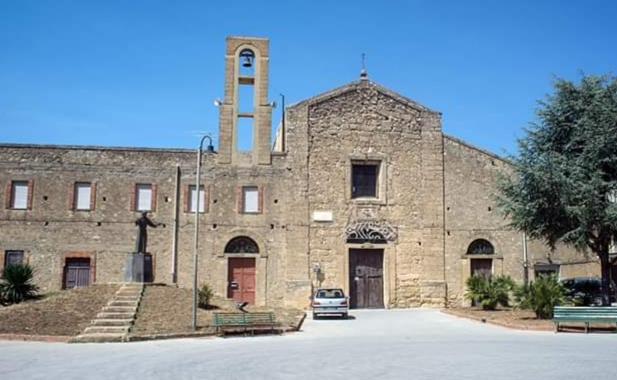
Chiesa e convento dei PP. Cappuccini

La chiesa fu fondata dal principe Nicolò Placido Branciforti nell'anno 1630.
Essa è mausoleo della famiglia Branciforti. In essa si trovano: il sarcofago del I principe di Niccolò Placido Branciforti (ai piedi dell'altare) morto nel 1661; il sarcofago della moglie Caterina (nella navata di destra) morta nel 1634, e, in una cappella sotterranea, i sarcofagi della famiglia di Giuseppe Branciforti II principe di Leonforte.

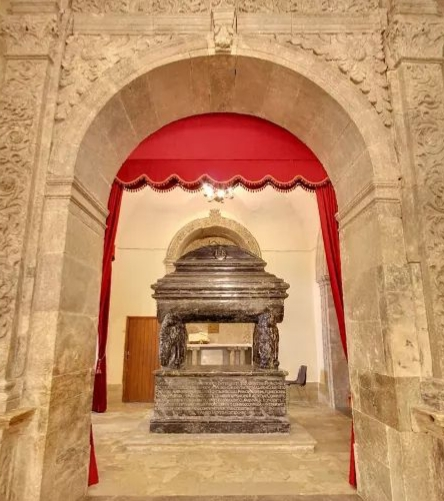
Sarcofago della principessa Caterina

Inoltre, nella chiesa, è custodita la tela di Pietro Novelli - pregevole capolavoro raffigurante la elezione di san Mattia all'apostolato. Tra le opere documentate e oggi contese il trittico raffigurante il Giudizio Universale, opera di Beato Angelico da Fiesole.

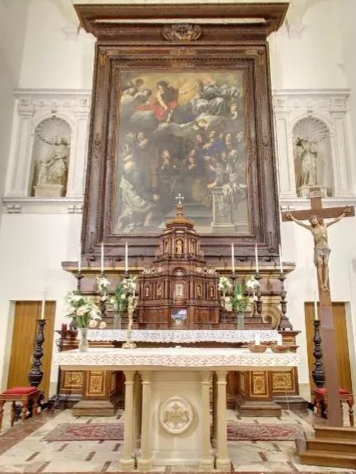
Presbiterio della Chiesa dei Cappuccini e tela di Pietro Novelli

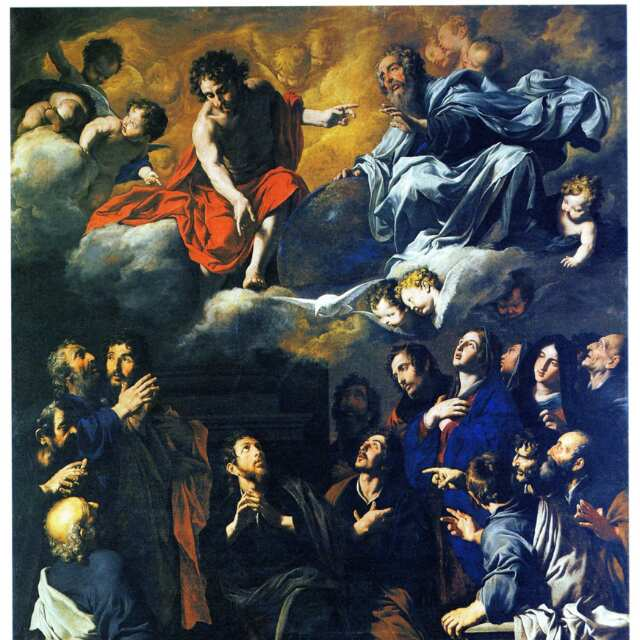
Elezione di San Mattia all'apostolato di Pietro Novelli (1634)

### Chiesa di Maria SS. del Monte Carmelo

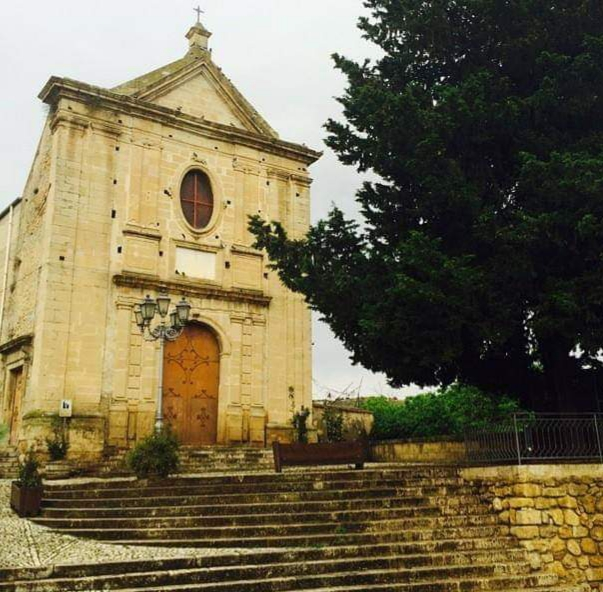
Chiesa della Madonna del Carmelo

Prima ancora che fosse fondato Leonforte, questa chiesa esisteva e veniva officiata dai monaci Carmelitani di Assoro, che venivano a celebrarvi messe ed a mantenere il culto religioso nella colonia di Tavi. 
Dal 1619 la gestione cultuale venne officiata dai frati scalzi del Terzo Ordine Regolare di S. Francesco, per i quali il principe Nicolò Placido Branciforti fece costruire un convento attiguo alla chiesa.
Dal 1612 al 1624, in mancanza di chiese parrocchiali, questa ne faceva l’ufficio e dunque in essa si amministravano i sacramenti.
Nell’anno 1651 fu restaurata ed ingrandita per opera del principe fondatore Nicolò Placido Branciforte.
Con l’andare del tempo, la chiesa minacciava di crollare e i PP. del Terz’Ordine Regolare di S. Francesco, nel 1785, a proprie spese, la costruirono dalle fondamenta come oggi si osserva. Questi non si curarono però di abbellirla e di intonacarla. In uno stato rustico durò fino al 1899 quando venne completamente restaurata.
Con l'emanazione delle Leggi eversive (1866) e la conseguente soppressione degli ordini religiosi, la chiesa della Madonna del Monte Carmelo, fu affidata alle cure del clero secolare.
Interventi successivi di restauro ci presentano le condizioni odierne non ottimali della chiesa; la quale manca della volta (crollata) e di gran parte del pavimento.
- All’interno è conservata la pietra che, secondo la tradizione, fu depositata da un untore nell’acquasantiera per diffondere la peste, il cui contagio fu scampato grazie all’intercessione dalla Beata Vergine la quale fece prosciugare l'acqua.

### Chiesa di San Giuseppe

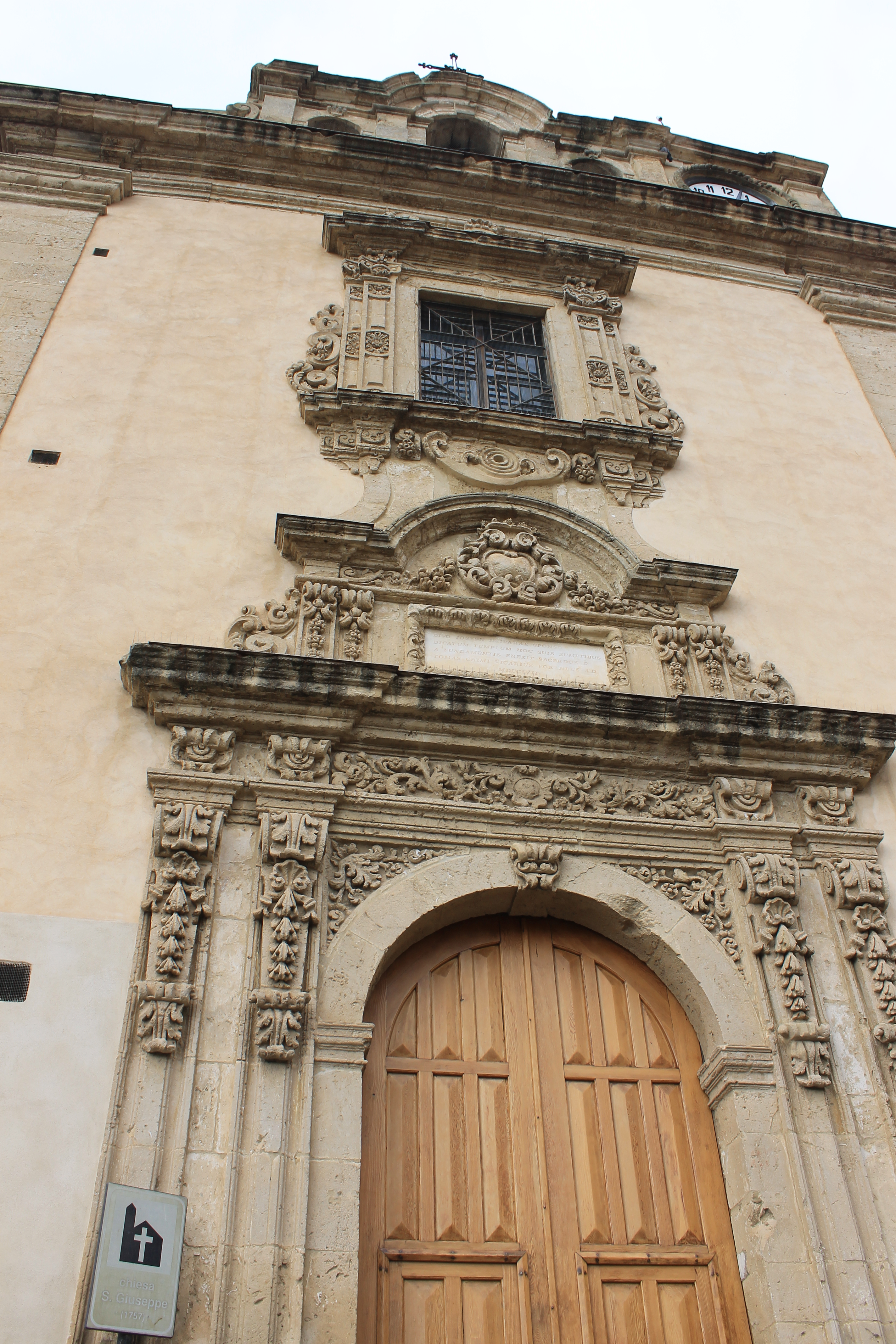
Chiesa di San Giuseppe

La chiesa di San Giuseppe fu costruita a spese del sac. Tommaso Crimì come si denota dall’iscrizione posta nel frontespizio della chiesa.
La chiesa fu affrescata dal celebre pittore fiammingo Guglielmo Borremans, con personaggi dell’Antico e del Nuovo Testamento ma «per l’imperizia dei maestri fabbrili la volta fece una terribile scossa, di maniera che si aprì una grandissima fessura in quella parte ove fu dipinta la gloria del patriarca San Giuseppe». La volta fu successivamente riparata ma gli affreschi rimasero danneggiati e mancanti in parte. Il Sac. Giuseppe Napoli fece adornare la chiesa con puttini a stucco, dipingere la volta dal sig. Vincenzo Scillia da Castrogiovanni e ritoccare pure la pittura del cappellone e lo scudo dorico maggiore. 
La chiesa venne eretta parrocchia nel 1941 e il primo parroco fu il sac. Angelo Sinardi.
Sotto il pavimento della chiesa è collocata una cripta funeraria. In essa furono tumulati i defunti della comunità ecclesiale di San Giuseppe fino al 1885, anno in cui fu portata a termine la realizzazione del cimitero comunale. La cripta in questione venne scoperta nel corso dei lavori di restauro della chiesa voluti dal parroco di allora sac. Giuseppe Lo Castro.
La chiesa di San Giuseppe custodisce al suo interno un organo a canne, costruito dall'acese Sebastiano Calcerano Platania nel 1866 su commissione della confraternita della SS. Trinità operante nella chiesa di San Giuseppe. È collocato nella cantoria posta di fronte all'altare maggiore. L'organo, che ormai versava in pessime condizioni, venne restaurato nell'anno 2003. Esso, complessivamente, consta di oltre quattrocento canne e dieci registri.

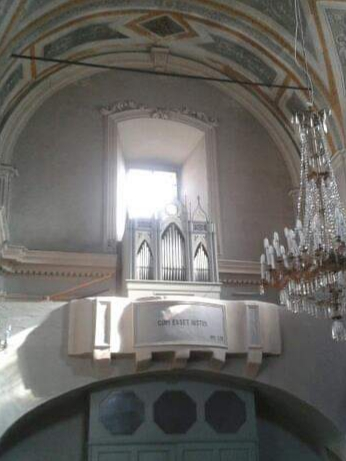
L'Organo a canne della Chiesa di San Giuseppe

Nel 2014 per volere del parroco Filippo Rubulotta, con fondi C.E.I. e risorse parrocchiali, sono stati restaurati gli affreschi della volta (contenente tre medaglioni nei quali sono raffigurati - nell'ordine di entrata - Lo Sposalizio, La Natività, e La Sacra Famiglia) e il cappellone absidale nel quale è raffigurata La gloria di San Giuseppe. Successivamente sono stati restaurati anche gli affreschi del presbiterio (raffiguranti La fuga in Egitto e Il sogno di Giuseppe) e una tela raffigurante Il transito di San Giuseppe, la quale è stata posta nella sua posizione originaria (come si denota da documenti di visite pastorali) al centro del presbiterio, sopra l'altare. I tre dipinti (i due affreschi laterali e la tela) formano un trittico dipinto dal fiammingo Guglielmo Borremans.

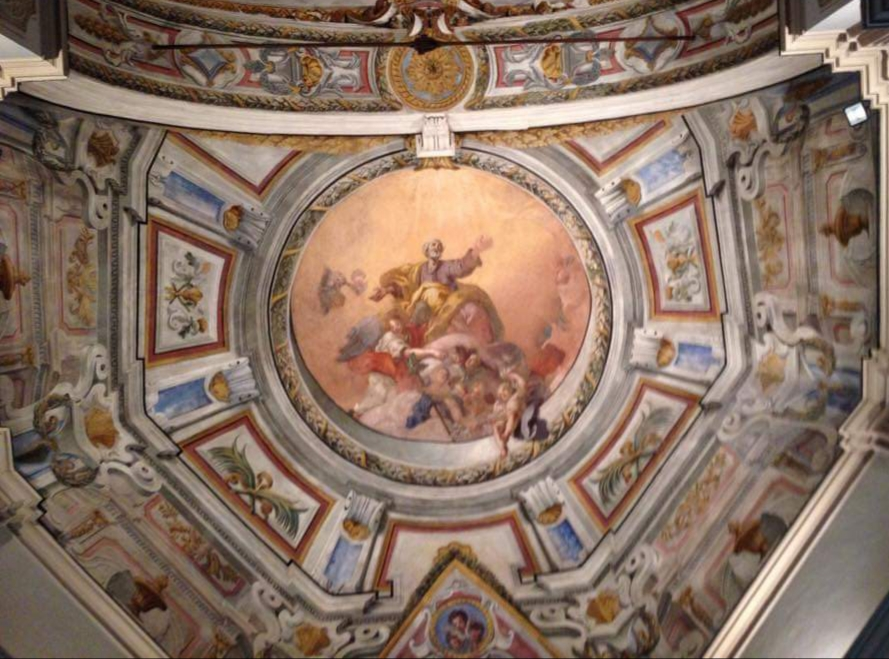
Guglielmo Borremans: La gloria di San Giuseppe. Chiesa San Giuseppe Leonforte

### Chiesa di Santo Stefano Protomartire

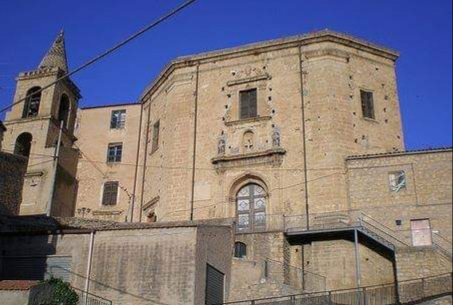
Chiesa di Santo Stefano Protomartire

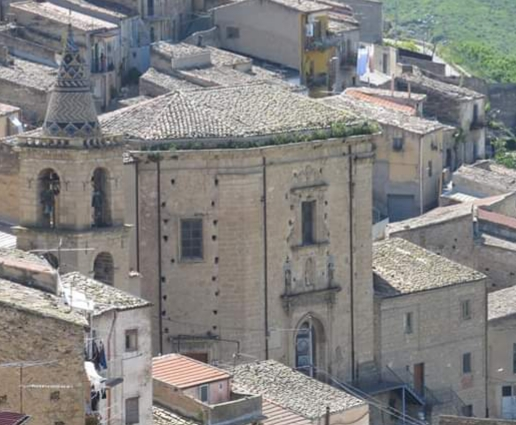
Chiesa di Santo Stefano Protomartire

### Chiesa di Santa Croce

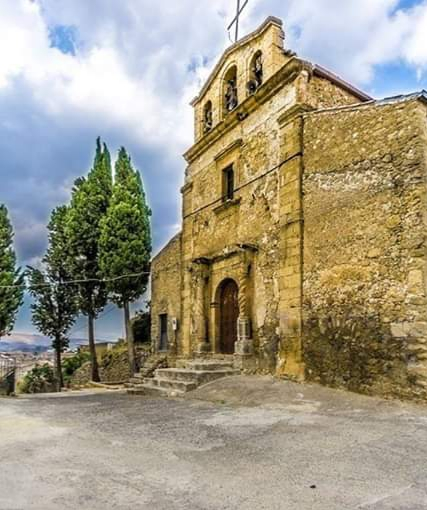
Chiesa di Santa Croce

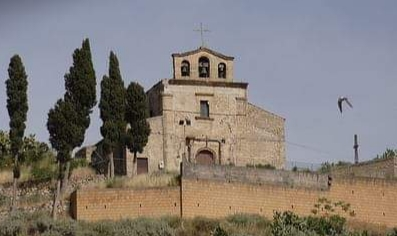
Chiesa di Santa Croce

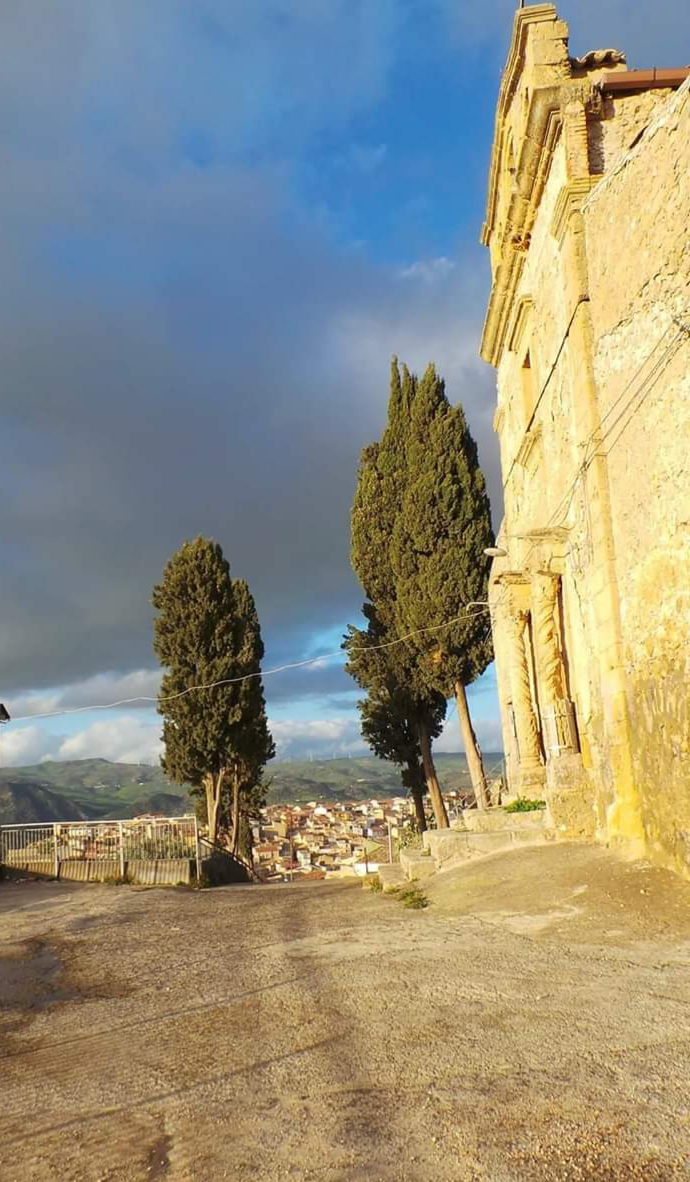
Chiesa di Santa Croce

### Chiesa di Maria SS. della Mercede

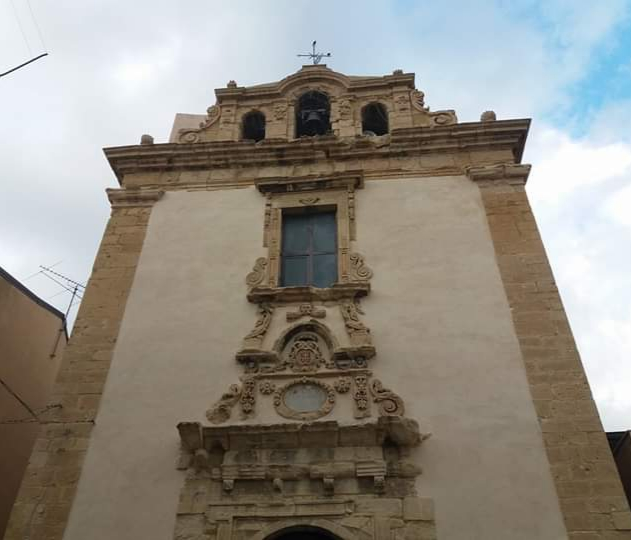
Chiesa di Maria SS. della Mercede

### Chiesa di San Francesco di Paola

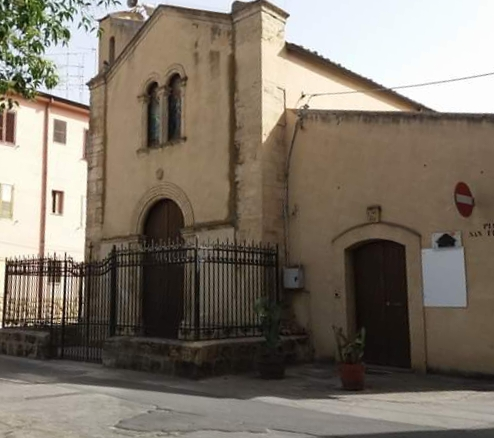
Chiesa di San Francesco di Paola

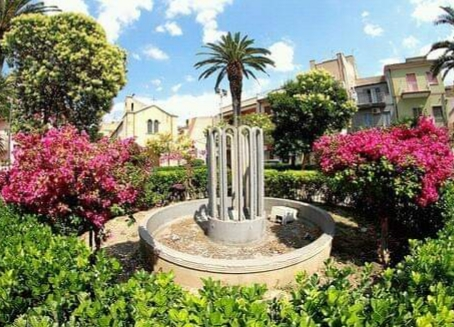
Piazza San Francesco di Paola

### Chiesa di Maria SS. Annunziata

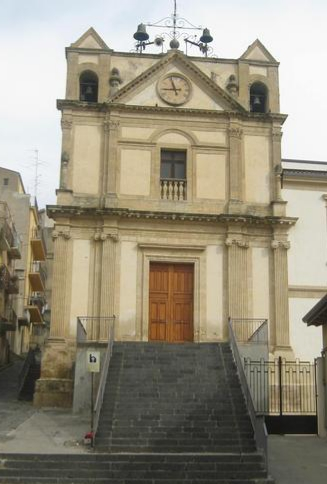
Chiesa di Maria SS. Annunziata, Leonforte

### Palazzo Branciforti

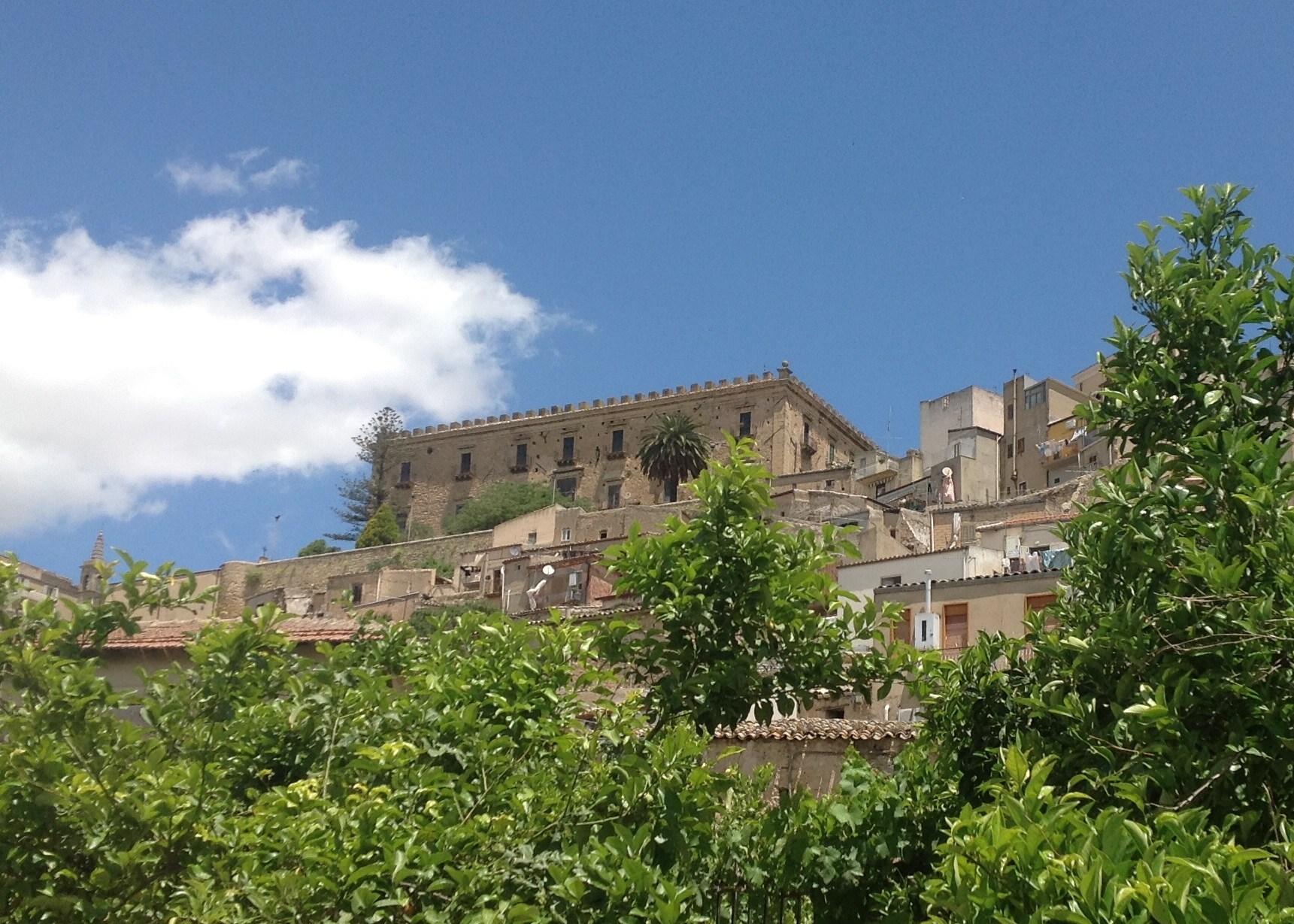
Palazzo Branciforti

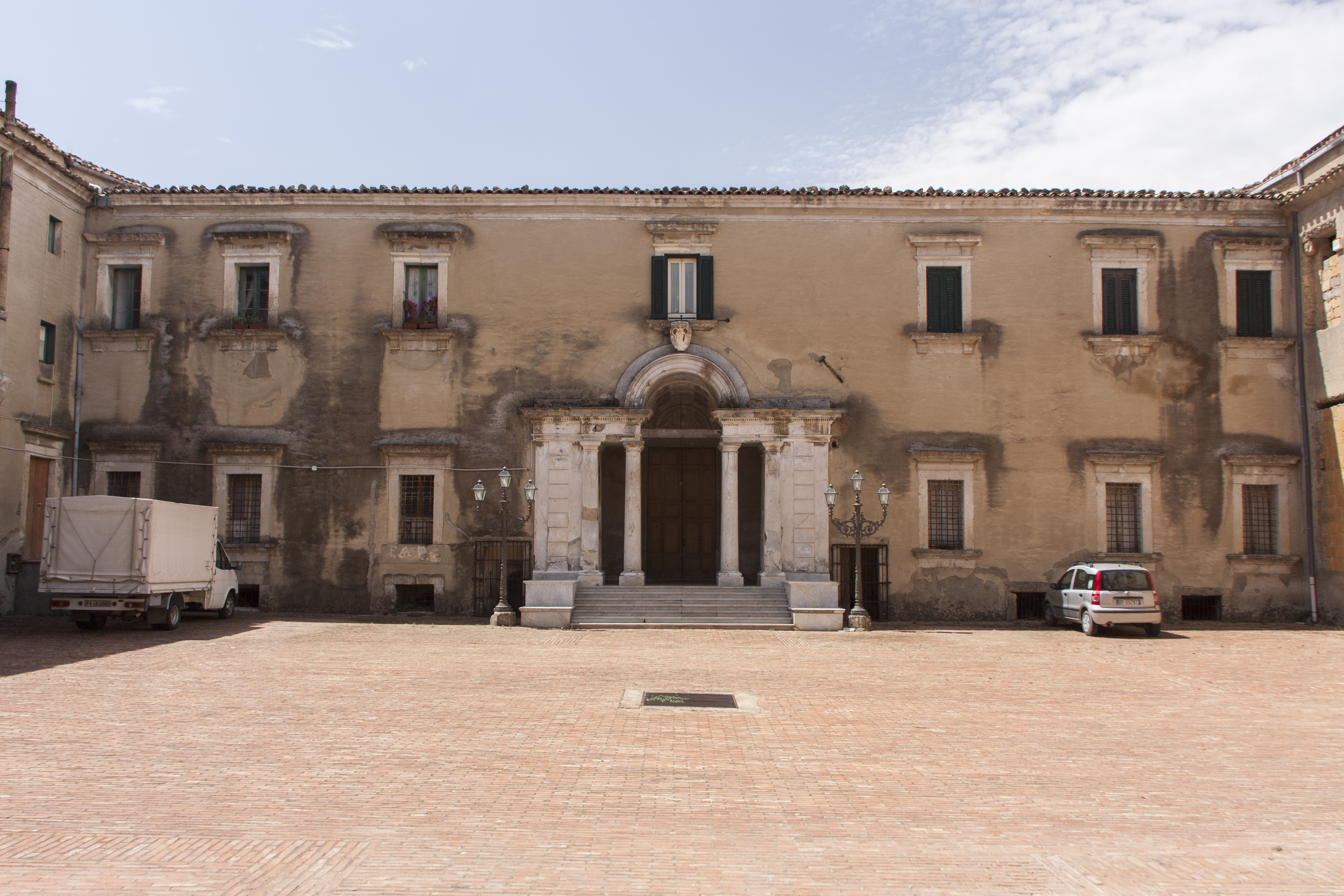
Cortile interno del Palazzo Branciforti

### Giardino e Fontana delle ninfe

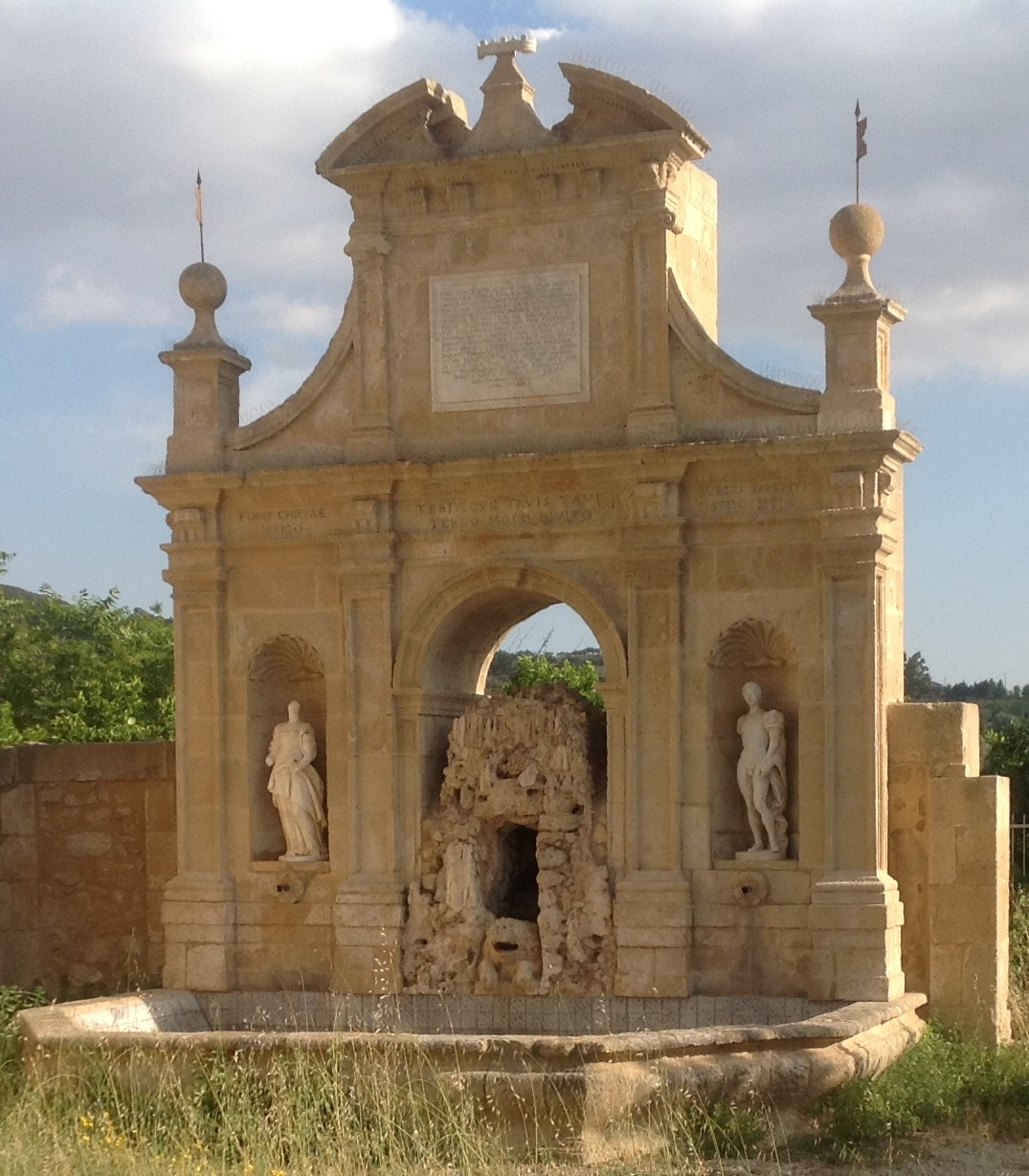
Fontana delle ninfe

### Villa comunale Branciforti

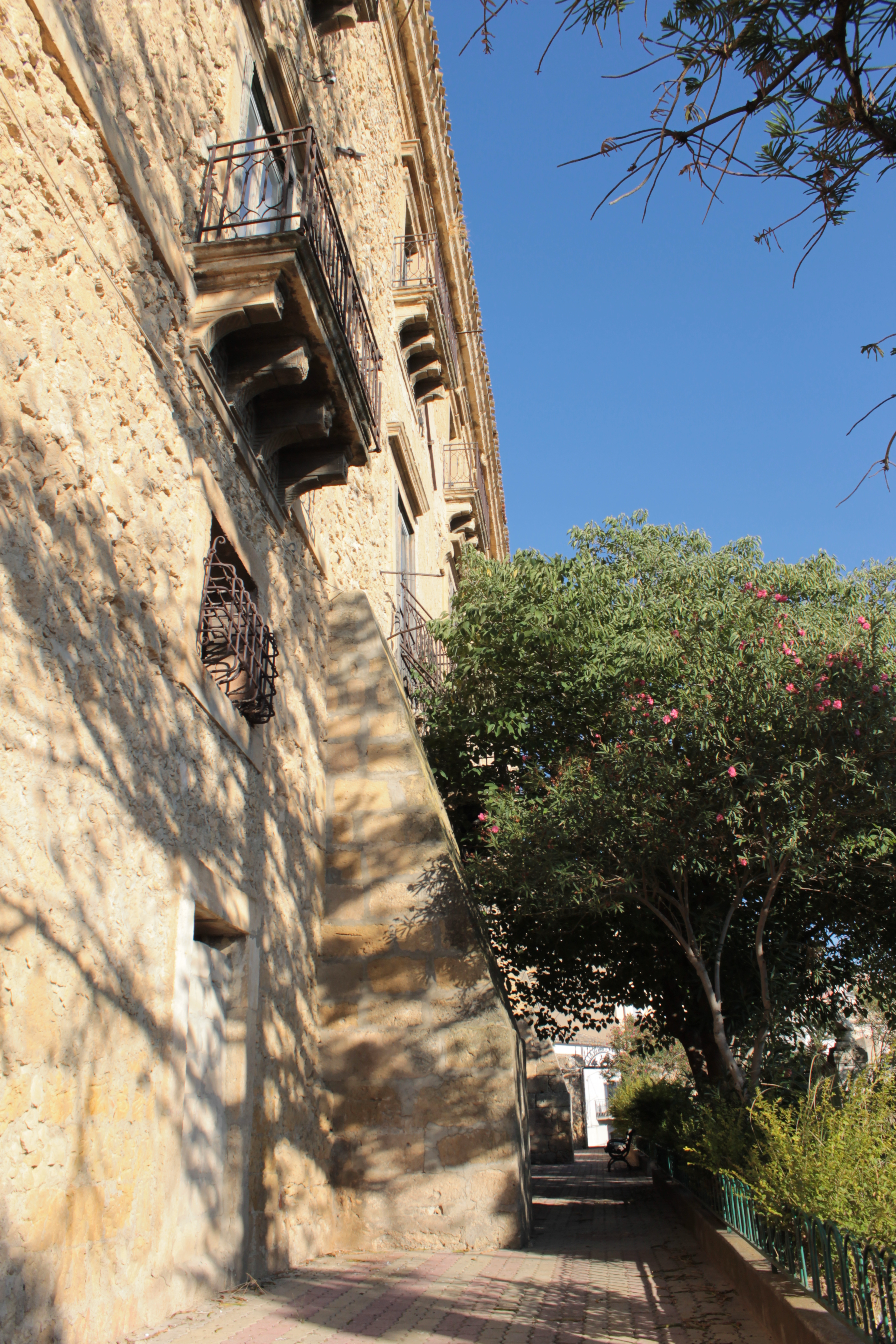
Villa Comunale

### Scuderia Branciforti

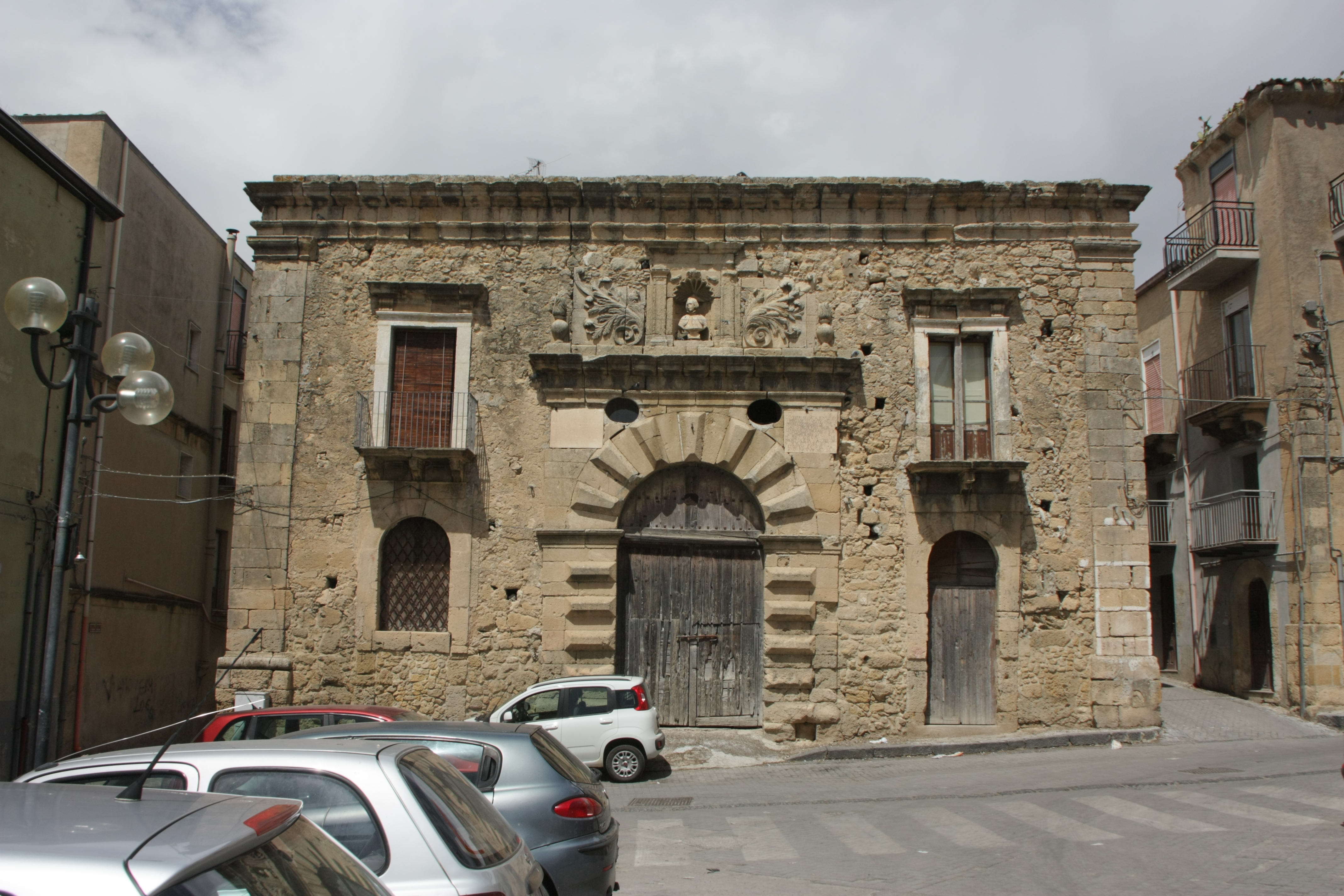
Scuderia del Principe Branciforti

### Piazza 4 novembre

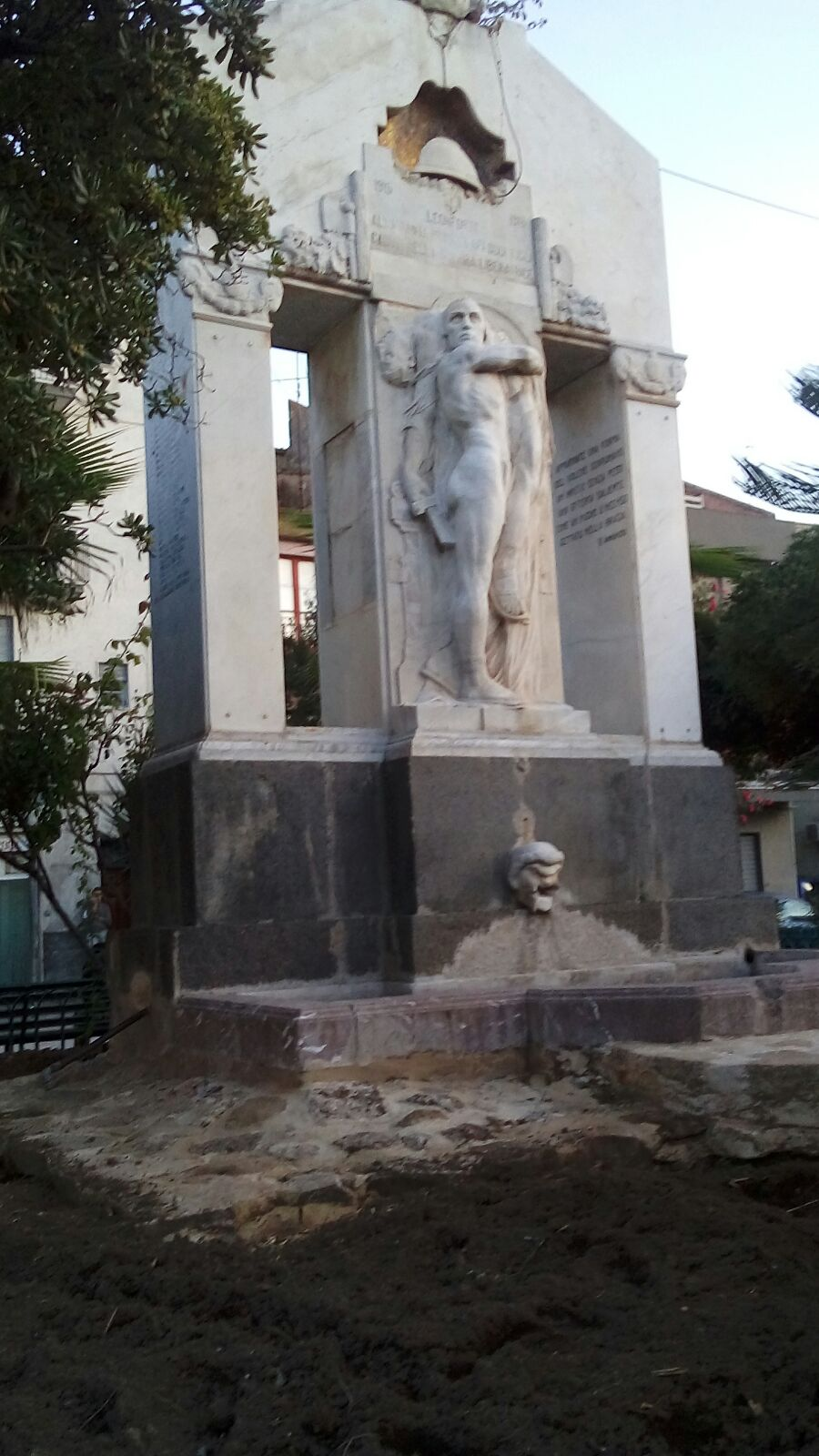
Piazza 4 novembre, Leonforte - Monumento dei Caduti.

## Architetture civili

### Granfonte

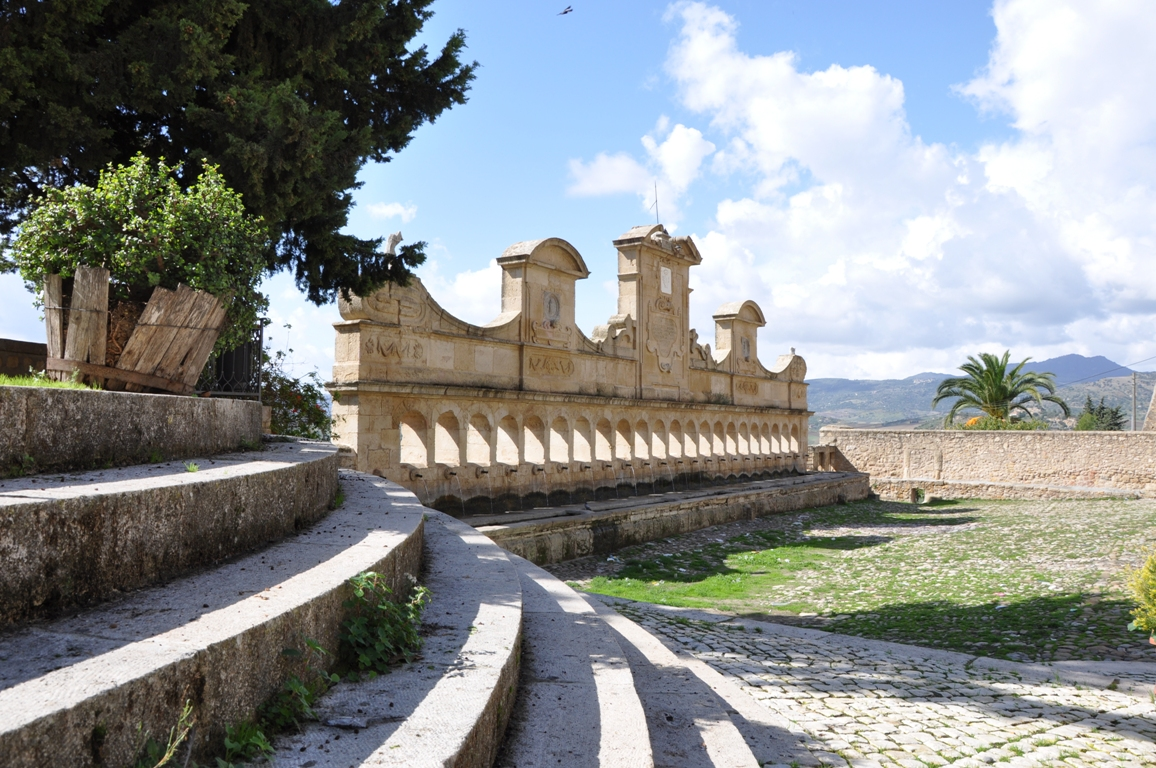
Fontana detta "Granfonte"

(Detta Fontana dei 24 Cannoli)

## Società

### Evoluzione demografica
Abitanti censiti

### Etnie e minoranze straniere
Al 31 dicembre 2015 gli stranieri residenti a Leonforte sono 171 (l'1,27% della popolazione). La comunità più numerosa è quella rumena con 126 cittadini residenti.

## Cultura
La manifestazione culturale più importante è il "Premio Città di Leonforte".
Nel 2010 è stata inaugurata la "Mediateca Comunale Branciforti" presso Villa Bonsignore. Nello stesso anno è stato inaugurato "l'EcoMuseo Comunale Branciforti" presso il quartiere Granfonte.

### Media

#### Radio
* ROL 103 Radio Onda Libera, nata nel 1977 (103.3 FM).

## Economia
È basata per lo più sull'agricoltura e sul terziario.
Pochissime le industrie, concentrate nella vicina zona industriale della Val Dittaino.
Importante è l'attività edilizia (anche se è in flessione a causa della Crisi economica) che, insieme al suo indotto, ha assicurato un notevole numero di posti di lavoro.
Dal 2011 a Leonforte sono tornate, dopo quasi 150 anni, le coltivazioni di riso arborio, uniche in Sicilia.
Tre le produzioni agricole di eccellenza: la fava larga, la pesca settembrina di Leonforte e la lenticchia nera.
Di notevole qualità anche le produzioni olearie.
Grava sulla cittadina comunque un grave problema occupazionale. Leonforte, infatti, presenta uno dei tassi di disoccupazione tra i più elevati della provincia, attestandosi attorno al 22%, un dato pesante che riguarda principalmente le fasce più giovani della popolazione.

## Infrastrutture e trasporti
Leonforte è attraversata dalla Strada Statale 121 Catanese che la collega con Enna, Palermo, Nissoria e Paternò.
Nei pressi del centro abitato dalla SS121 si diparte la Strada Statale 117 Centrale Sicula per Nicosia e Santo Stefano di Camastra. 
La stazione ferroviaria dalla città, ex stazione di Pirato, è situata a circa 10 km dal centro abitato.
I collegamenti fra la stazione ed il centro abitato sono molto scadenti.
Al lago Nicoletti è stato realizzato il primo idroscalo siciliano e l'unico d'Italia oltre a Como, l'idroscalo di Enna, l'unico impianto per il trasporto aereo esistente nella Sicilia centrale.

## Amministrazione
Di seguito è presentata una tabella relativa alle amministrazioni che si sono succedute in questo comune.
| Periodo          | Periodo          | Primo cittadino                 | Partito                                                        | Carica  | Note   |
| ---------------- | ---------------- | ------------------------------- | -------------------------------------------------------------- | ------- | ------ |
| 19 gennaio 1988  | 10 luglio 1990   | Carmelo Ilardo                  | Democrazia Cristiana                                           | Sindaco | [ 19 ] |
| 10 luglio 1990   | 28 agosto 1992   | Giuseppe Bonanno                | Partito Comunista Italiano, Partito Democratico della Sinistra | Sindaco | [ 19 ] |
| 28 agosto 1992   | 4 febbraio 1993  | Vincenzo Barbera                | Partito Democratico della Sinistra                             | Sindaco | [ 19 ] |
| 22 giugno 1993   | 15 dicembre 1997 | Salvatore La Porta              | centro-destra                                                  | Sindaco | [ 19 ] |
| 15 dicembre 1997 | 20 marzo 2000    | Vito Manuele                    | sinistra                                                       | Sindaco | [ 19 ] |
| 27 maggio 2003   | 1º luglio 2008   | Giovanni D'anna                 | centro-sinistra                                                | Sindaco | [ 19 ] |
| 1º luglio 2008   | 11 giugno 2013   | Giuseppe Bonanno                | centro-sinistra                                                | Sindaco | [ 19 ] |
| 11 giugno 2013   | 12 giugno 2018   | Francesco Sinatra               | centro-sinistra                                                | Sindaco | [ 19 ] |
| 12 giugno 2018   | 1 giugno 2023    | Salvatore Barbera detto Carmelo | centro-destra                                                  | Sindaco | [ 19 ] |
| 1 giugno 2023    | in carica        | Piero Livolsi                   | centro-sinistra                                                | Sindaco | [ 19 ] |

### Altre informazioni amministrative
Il comune di Leonforte fa parte delle seguenti organizzazioni sovracomunali: Regione agraria n.2 (Colline di Enna).

## Sport
Nel comune hanno sede le seguenti società di calcio:
- l'A.P.D. Leonfortese, che come massimo risultato ha disputato il campionato di Serie D[21];
- la Branciforti Calcio, che ha disputato campionati dilettantistici[22]
- l'A.P.D Città di Leonforte, società che partecipa al campionato di C1 di calcio a 5[23]

Lo Sporting Club Leonforte è una società di pallavolo maschile fondata nel 1977, che ha disputato il campionato di Serie B2 2015-2016,